# Downtown Aquarium, Houston

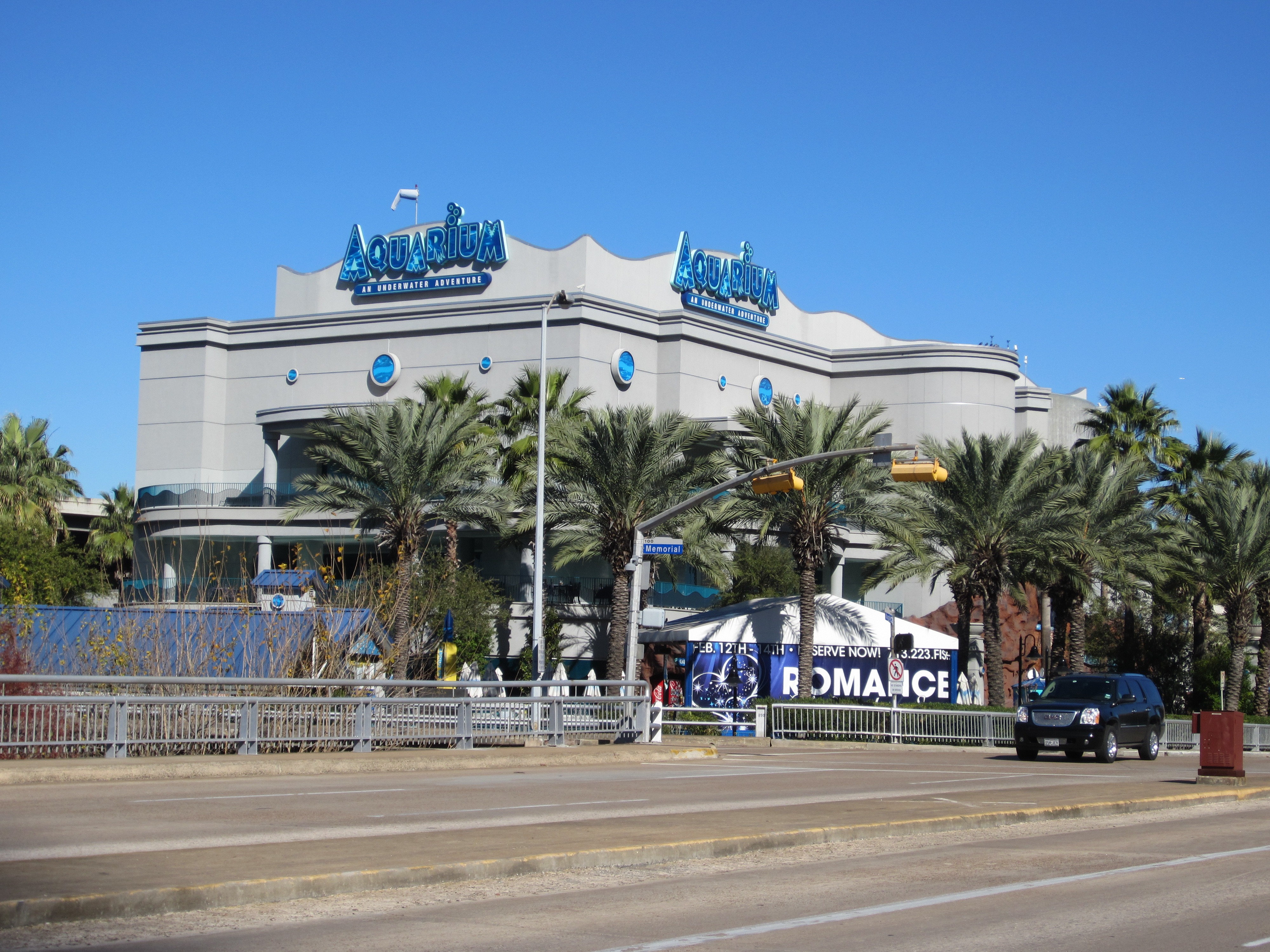
Downtown Aquarium i Downtown Houston.

Downtown Aquarium är ett offentligt akvarium i Houston i Texas, USA. Akvariet har över 200 vattenlevande arter och invigdes 2003. Adressen är 410 Bagby Street, Downtown Houston. I anläggningen finns också två restauranger och en bar. 